# Сан-Матиас (залив)
Залив Сан-Мати́ас (исп. Golfo San Matías) — крупный открытый залив, относящийся к водам Атлантического океана. Расположен у восточного побережья Южной Америки.

## География
Залив ограничен с севера и запада территорией аргентинской провинции Рио-Негро, а с юга — полуостровом Вальдес (в административном плане относящимся к аргентинской провинции Чубут). В северо-западной части залива вглубь континента вдаётся бухта Сан-Антонио, в южной части залива в северное побережье полуострова Вальдес вдаётся залив Сан-Хосе. Устье залива имеет ширину 118 км, далее к западу он расширяется до 148 км с севера на юг. Воды залива достаточно глубоки и не представляют опасности для навигации.
В бухте Сан-Антонио расположены порты Сан-Антонио-Оэсте и Сан-Антонио-Эсте. В том же районе расположены курорты Эль-Кондор, Лас-Грутас и Плаяс-Дорадас.

## Юрисдикция
Аргентинская позиция по вопросу того, что считать внутренними водами, не всегда совпадает с международной. Согласно законодательству Аргентины, «провинции осуществляют юрисдикцию над водами, прилегающими к их побережью, на расстояние в три морские мили, отсчитываемое от линии наименьшего уреза воды; в случае заливов Сан-Матиас, Нуэво и Сан-Хорхе отсчёт ведётся от линии, соединяющей крайние точки устья залива».